# Антропово (Усвятский район)
Антропово — деревня в Усвятском районе Псковской области России. Входит в состав Усвятской волости.

## География
Расположена на реке Усвяча, в 5 км к северо-востоку от райцентра Усвяты.

## Население
| 2001 | 2002 | 2010 |
| ---- | ---- | ---- |
| 88   | ↗97  | ↘74  |

Численность населения деревни по оценке на начало 2001 года составляла 88 жителей.